# Lijst van gemeentelijke monumenten in Voorne aan Zee
De gemeente Voorne aan Zee telt 85 gemeentelijke monumenten. Hieronder een overzicht.

## Brielle
De plaats Brielle kent 32 gemeentelijke monumenten. Zie Lijst van gemeentelijke monumenten in Brielle voor een overzicht.

## Hellevoetsluis
De plaats Hellevoetsluis kent 9 gemeentelijke monumenten Zie Lijst van gemeentelijke monumenten in Hellevoetsluis voor een overzicht.

## Nieuw-Helvoet
De plaats Nieuw-Helvoet kent 7 gemeentelijke monumenten:
| Object                                    | Bouwjaar   | Architect | Locatie                       | Coördinaten                  | Nr.        | Afbeelding                                |
| ----------------------------------------- | ---------- | --------- | ----------------------------- | ---------------------------- | ---------- | ----------------------------------------- |
| Woningen                                  | circa 1906 |           | Moriaanseweg Oost 191 tot 199 | 51° 50' 20" NB, 4° 8' 18" OL | 0530/WN011 | Woningen                                  |
| Woonhuis                                  | circa 1905 |           | Rijksstraatweg 157            | 51° 50' 40" NB, 4° 8' 18" OL | 0530/WN019 | Upload foto                               |
| Herenhuis-burgemeesterswoning             | 1850-1875  |           | Smitsweg 1                    | 51° 50' 8" NB, 4° 7' 22" OL  | 0530/WN029 | Meer afbeeldingen                         |
| Boerderij                                 | 1857       |           | Smitsweg 29                   | 51° 50' 13" NB, 4° 7' 23" OL | 0530/WN030 | Boerderij                                 |
| School in Hollandse Neorenaissancestijl   | 1903       |           | Smitsweg 72                   | 51° 50' 18" NB, 4° 7' 28" OL | 0530/WN031 | School in Hollandse Neorenaissancestijl   |
| Raadhuis in Hollandse Neorenaissancestijl | 1903       |           | Smitsweg 74                   | 51° 50' 18" NB, 4° 7' 26" OL | 0530/WN032 | Raadhuis in Hollandse Neorenaissancestijl |
| Boerderij                                 | 1875-1900  |           | Westdijk 57                   | 51° 51' 3" NB, 4° 6' 33" OL  | 0530/WN034 | Upload foto                               |

## Nieuwenhoorn
De plaats Nieuwenhoorn kent 18 gemeentelijke monumenten:
| Object                      | Bouwjaar   | Architect | Locatie                          | Coördinaten                  | Nr.        | Afbeelding   |
| --------------------------- | ---------- | --------- | -------------------------------- | ---------------------------- | ---------- | ------------ |
| Bedrijfspand                | circa 1880 |           | Dorpsstraat 8                    | 51° 51' 17" NB, 4° 8' 34" OL | 0530/WN001 | Bedrijfspand |
| Herenhuis                   | circa 1910 |           | Dorpsstraat 10                   | 51° 51' 17" NB, 4° 8' 34" OL | 0530/WN002 | Herenhuis    |
| Woonhuis                    | 1850-1875  |           | Dorpsstraat 15                   | 51° 51' 17" NB, 4° 8' 36" OL | 0530/WN003 | Upload foto  |
| Boerderij                   | circa 1875 |           | Dorpsstraat 43                   | 51° 51' 13" NB, 4° 8' 39" OL | 0530/WN004 | Upload foto  |
|                             |            |           | Kanaalweg Oostzijde tegenover 74 |                              | 0530/WN005 | Upload foto  |
| Woonhuis Ummetoe            | 1843       |           | Kanaalweg Oostzijde 130          | 51° 50' 3" NB, 4° 9' 1" OL   | 0530/WN006 | Upload foto  |
| Boerderij Dijkzicht         | circa 1912 |           | Oostdijk 3                       | 51° 50' 41" NB, 4° 8' 27" OL | 0530/WN012 | Upload foto  |
| Woonhuis                    | 1825-1850  |           | Oostdijk 6                       | 51° 50' 36" NB, 4° 8' 26" OL | 0530/WN013 | Upload foto  |
| Boerderij                   | circa 1880 |           | Rijksstraatweg 205               | 51° 51' 7" NB, 4° 8' 18" OL  | 0530/WN020 | Boerderij    |
| Herenhuis                   | circa 1880 |           | Rijksstraatweg 229               | 51° 51' 15" NB, 4° 8' 25" OL | 0530/WN021 | Herenhuis    |
|                             |            |           | Rijksstraatweg 249               | 51° 51' 19" NB, 4° 8' 34" OL | 0530/WN022 |              |
| Boerderij                   | 1875-1900  |           | Rijksstraatweg 254               | 51° 50' 54" NB, 4° 8' 22" OL | 0530/WN023 | Upload foto  |
|                             |            |           | Rijksstraatweg 272               | 51° 51' 9" NB, 4° 8' 24" OL  | 0530/WN024 | Upload foto  |
| Rentenierswoning Wilhelmina | 1912       |           | Rijksstraatweg 274               | 51° 51' 10" NB, 4° 8' 25" OL | 0530/WN025 | Upload foto  |
| Herenhuis Hadewine          | circa 1910 |           | Rijksstraatweg 280               | 51° 51' 16" NB, 4° 8' 29" OL | 0530/WN026 | Upload foto  |
| Woonhuis                    | 1850-1875  |           | Rijksstraatweg 282               | 51° 51' 17" NB, 4° 8' 29" OL | 0530/WN027 | Upload foto  |
| Woning                      | 1864       |           | Slop 6                           | 51° 51' 19" NB, 4° 8' 37" OL | 0530/WN028 | Woning       |
| Boerderij Slikkerenburg     | circa 1880 |           | Werfhoekweg 1                    | 51° 52' 9" NB, 4° 8' 39" OL  | 0530/WN033 | Upload foto  |

## Oudenhoorn
De plaats Oudenhoorn kent 8 gemeentelijke monumenten:
| Object                                          | Bouwjaar | Architect | Locatie                      | Coördinaten                   | Nr.        | Afbeelding  |
| ----------------------------------------------- | -------- | --------- | ---------------------------- | ----------------------------- | ---------- | ----------- |
|                                                 |          |           | Eeweg 44                     | 51° 49' 24" NB, 4° 11' 11" OL | 1930/BER55 |             |
|                                                 |          |           | Eeweg 45                     | 51° 49' 1" NB, 4° 10' 35" OL  | 1930/BER56 |             |
|                                                 |          |           | Heullaan 30                  | 51° 49' 42" NB, 4° 11' 23" OL | 1930/BER57 | Upload foto |
|                                                 |          |           | Hollandseweg 17              | 51° 49' 52" NB, 4° 11' 38" OL | 1930/BER58 |             |
| Smeed- en gietijzeren hekwerk bij begraafplaats |          |           | Leuneweg                     | 51° 49' 36" NB, 4° 11' 32" OL | 1930/BER59 | Upload foto |
|                                                 |          |           | Molendijk 94 en Molendijk 82 | 51° 49' 39" NB, 4° 10' 50" OL | 1930/BER60 | Upload foto |
|                                                 |          |           | Molenweg 8                   | 51° 49' 46" NB, 4° 11' 27" OL | 1930/BER61 |             |
|                                                 |          |           | Ring 56                      | 51° 49' 42" NB, 4° 11' 32" OL | 1930/BER62 |             |

## Vierpolders
De plaats Vierpolders kent 1 gemeentelijke monument:
| Object                                                          | Bouwjaar       | Architect | Locatie       | Coördinaten                   | Nr.            | Afbeelding                                                      |
| --------------------------------------------------------------- | -------------- | --------- | ------------- | ----------------------------- | -------------- | --------------------------------------------------------------- |
| Boerderij van het kop-romptype met inrijdeuren aan de voorzijde | omstreeks 1800 |           | Achterdijk 27 | 51° 52' 18" NB, 4° 10' 20" OL | 0501/wikinr_33 | Boerderij van het kop-romptype met inrijdeuren aan de voorzijde |

## Zwartewaal
De plaats Zwartewaal kent 10 gemeentelijke monumenten:
| Object                                                                                       | Bouwjaar                              | Architect | Locatie            | Coördinaten                   | Nr.            | Afbeelding                                                |
| -------------------------------------------------------------------------------------------- | ------------------------------------- | --------- | ------------------ | ----------------------------- | -------------- | --------------------------------------------------------- |
| Halfvrijstaand woonhuis                                                                      | midden van de negentiende eeuw        |           | Bernisserdijk 26   | 51° 52' 54" NB, 4° 13' 24" OL | 0501/wikinr_34 | Upload foto                                               |
| Complex bestaande uit een woonhuis met vrijstaande schuur                                    | laatste kwart van de negentiende eeuw |           | Dorpsstraat 14     | 51° 52' 56" NB, 4° 13' 26" OL | 0501/wikinr_35 | Complex bestaande uit een woonhuis met vrijstaande schuur |
| Woon- /winkelpand                                                                            | omstreeks 1900                        |           | Dorpsstraat 21     | 51° 52' 55" NB, 4° 13' 24" OL | 0501/wikinr_36 | Woon- /winkelpand                                         |
| Woonhuis                                                                                     | tweede helft negentiende eeuw         |           | Dorpsstraat 53     | 51° 52' 58" NB, 4° 13' 26" OL | 0501/wikinr_37 | Woonhuis                                                  |
| Woonhuis                                                                                     | omstreeks 1875                        |           | Dorpsstraat 9      | 51° 52' 54" NB, 4° 13' 23" OL | 0501/wikinr_38 | Woonhuis                                                  |
| Geen beschrijving                                                                            |                                       |           | Henri Fordstraat 2 | 51° 52' 53" NB, 4° 13' 23" OL | 0501/wikinr_39 | Upload foto                                               |
| Voormalig gemeentehuis Zwartewaal                                                            | omstreeks 1800                        |           | Henri Fordstraat 2 | 51° 52' 53" NB, 4° 13' 23" OL | 0501/wikinr_40 | Voormalig gemeentehuis Zwartewaal                         |
| Boerderij type kop-romp met inrijdeuren in de voorgevel van de schuur                        | omstreeks 1887                        |           | Maasdijk 18        | 51° 53' 25" NB, 4° 12' 14" OL | 0501/wikinr_41 | Upload foto                                               |
| Boerderij hoeve Reine-Elizabeth, type kop-romp met inrijdeuren in de voorgevel van de schuur | 1837, 1895                            |           | Rijswaardsedijk 1  | 51° 52' 9" NB, 4° 11' 54" OL  | 0501/wikinr_42 | Upload foto                                               |
| Oude bewaarschool Zwartewaal                                                                 | omstreeks 1900                        |           | Schoolstraat 1     | 51° 53' 1" NB, 4° 13' 28" OL  | 0501/wikinr_43 | Oude bewaarschool Zwartewaal                              |